# Ipari forradalom

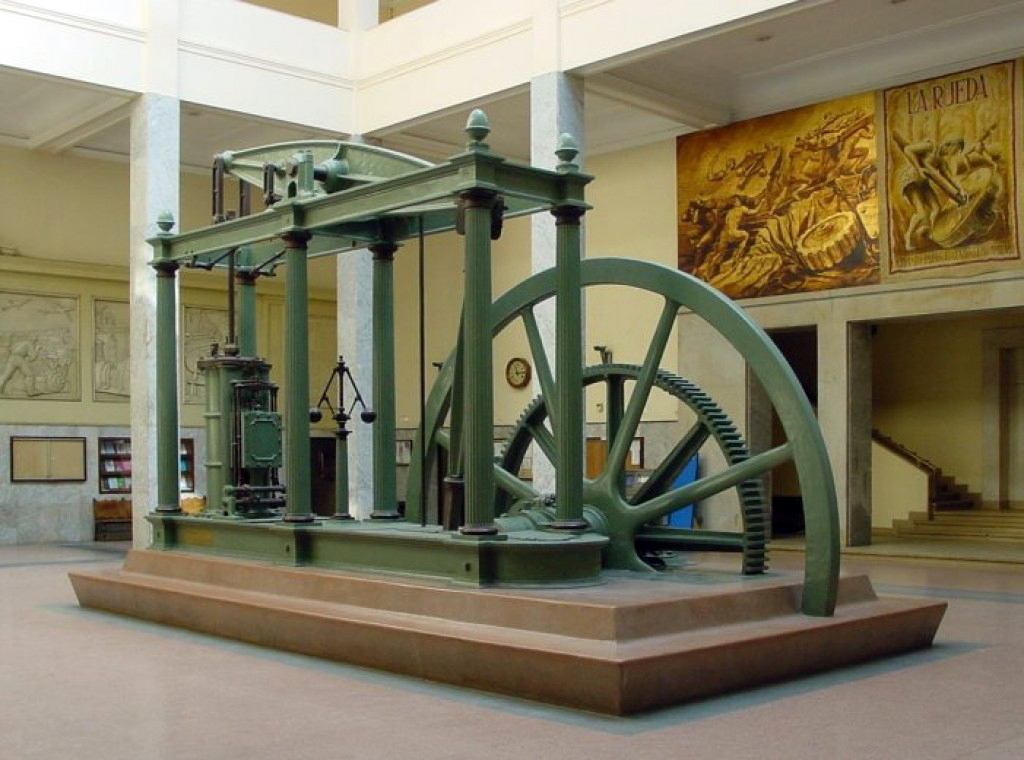
Watt-típusú gőzgép

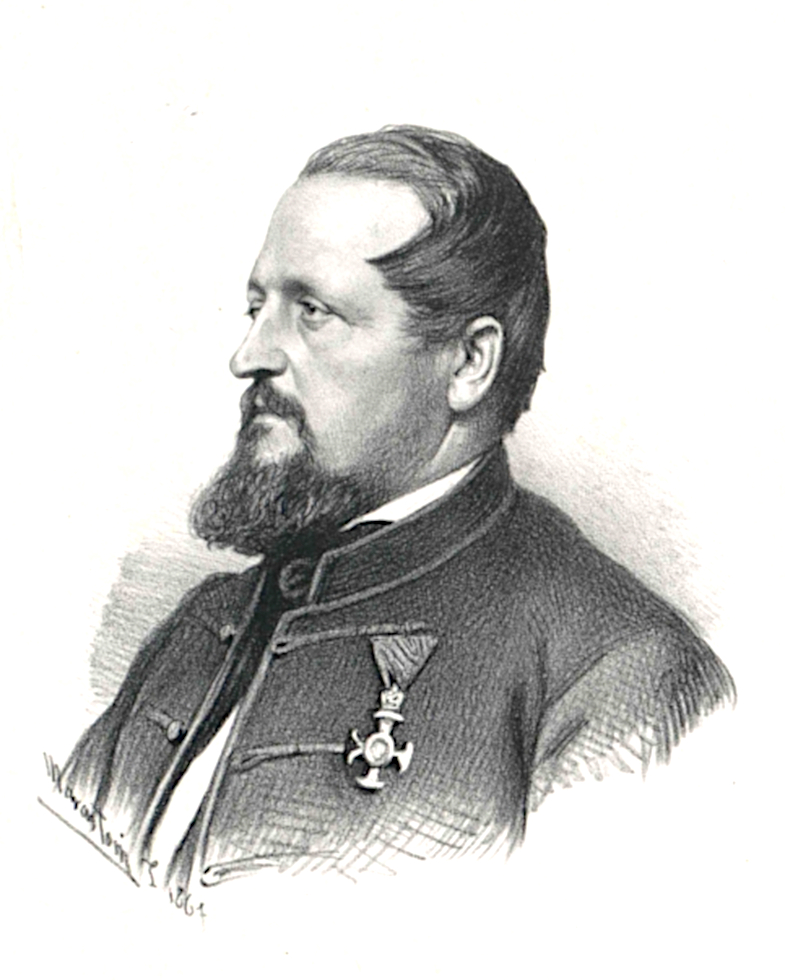
Ganz Ábrahám (1814–1867) vasöntőmester, gyáros.

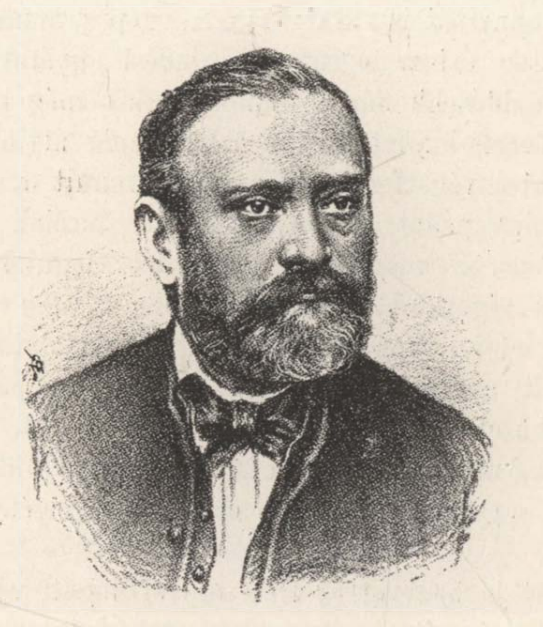
Röck István (1812–1882), gépgyáros, a Röck István Gépgyára alapítója.

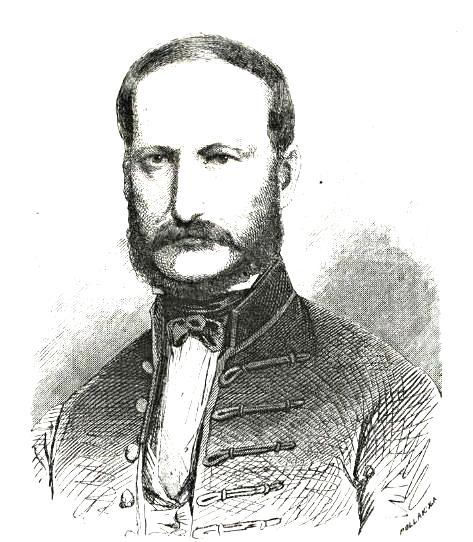
Fischer Móric (1799–1880), porcelángyáros, a herendi porcelángyár alapítója.

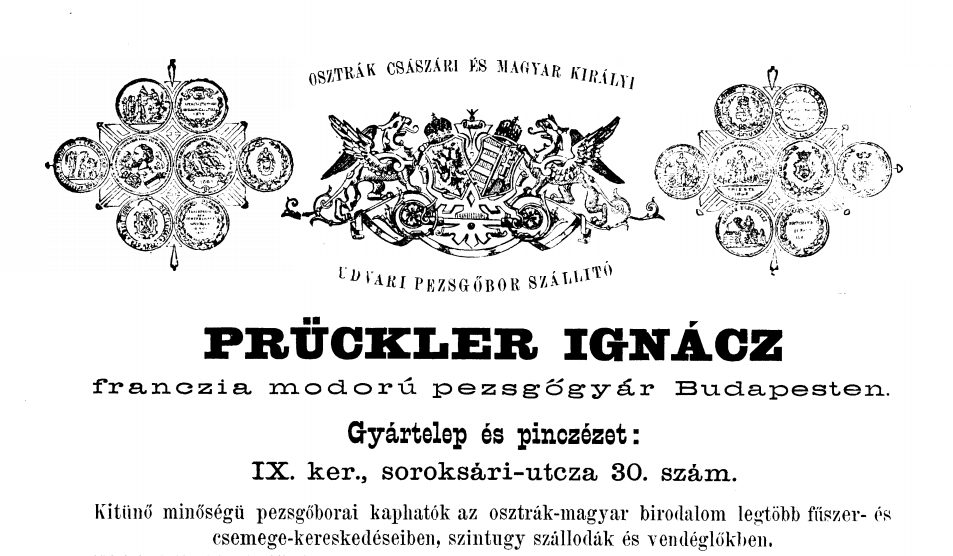
A "Prückler Ignácz Magyarország első rum-, likőr- és pezsgőgyára" reklámja 1886-ból. Az ország első pezsgőgyára volt, amelyet 1834-ben Prückler Ignác alapított.

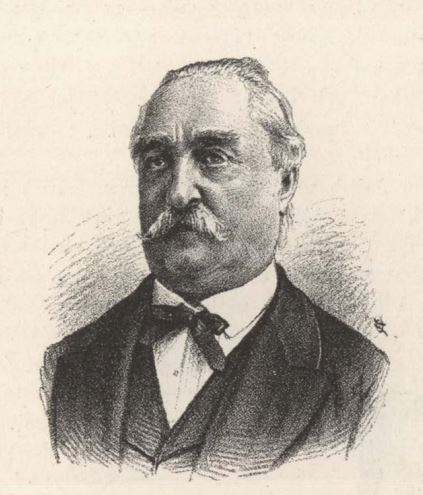
Kölber Fülöp (1816–1902) hintó- és kocsigyáros

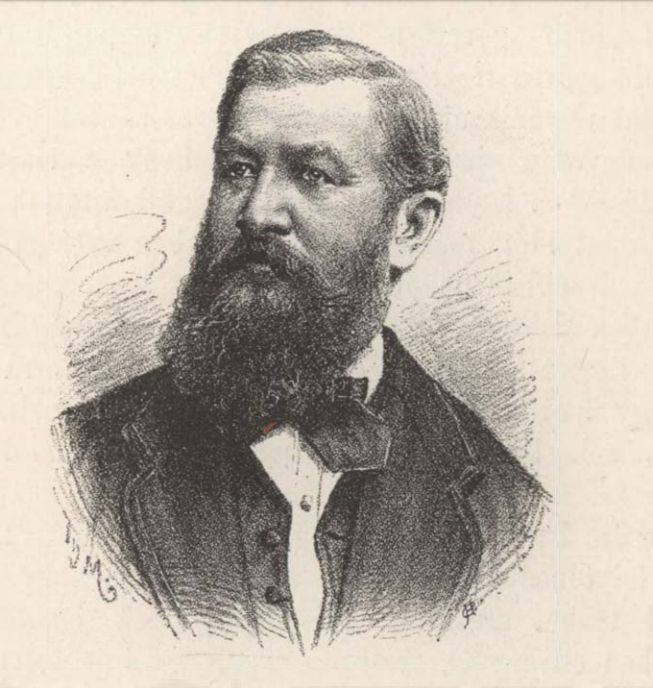
Topits József (1824–1876), tésztagyáros, a Topits József fia Első magyar gőztésztagyár alapítója.

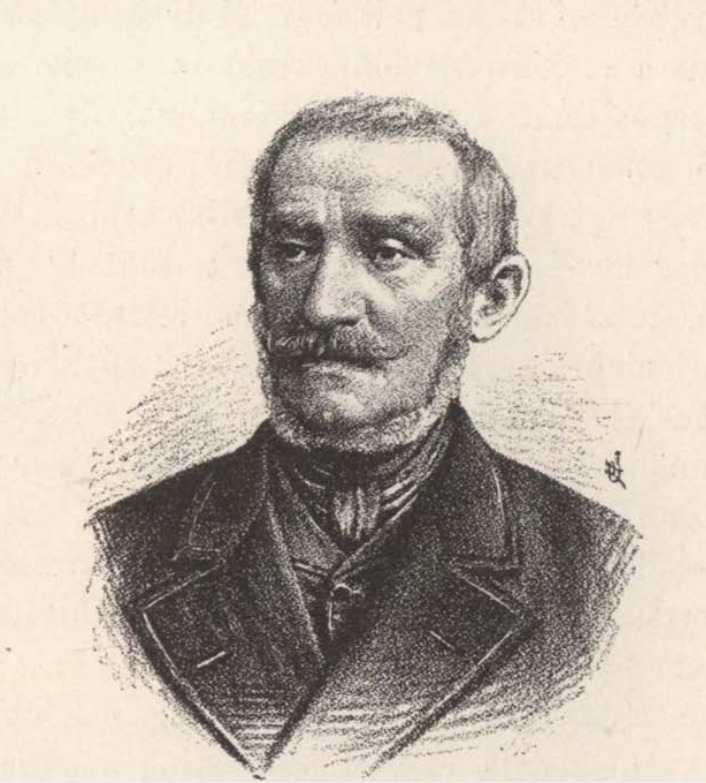
Idősebb Felmayer István (1813–1888),székesfehérvári „Felmayer István és fiai“ kékfestőgyár alapító-tulajdonosa

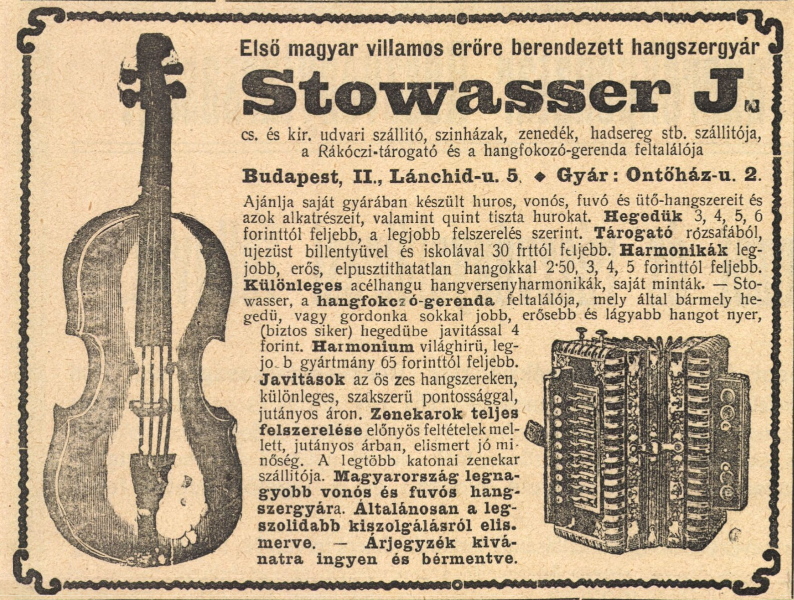
A Stowasser János féle első magyar hangszergyár újság reklámja 1909-ből

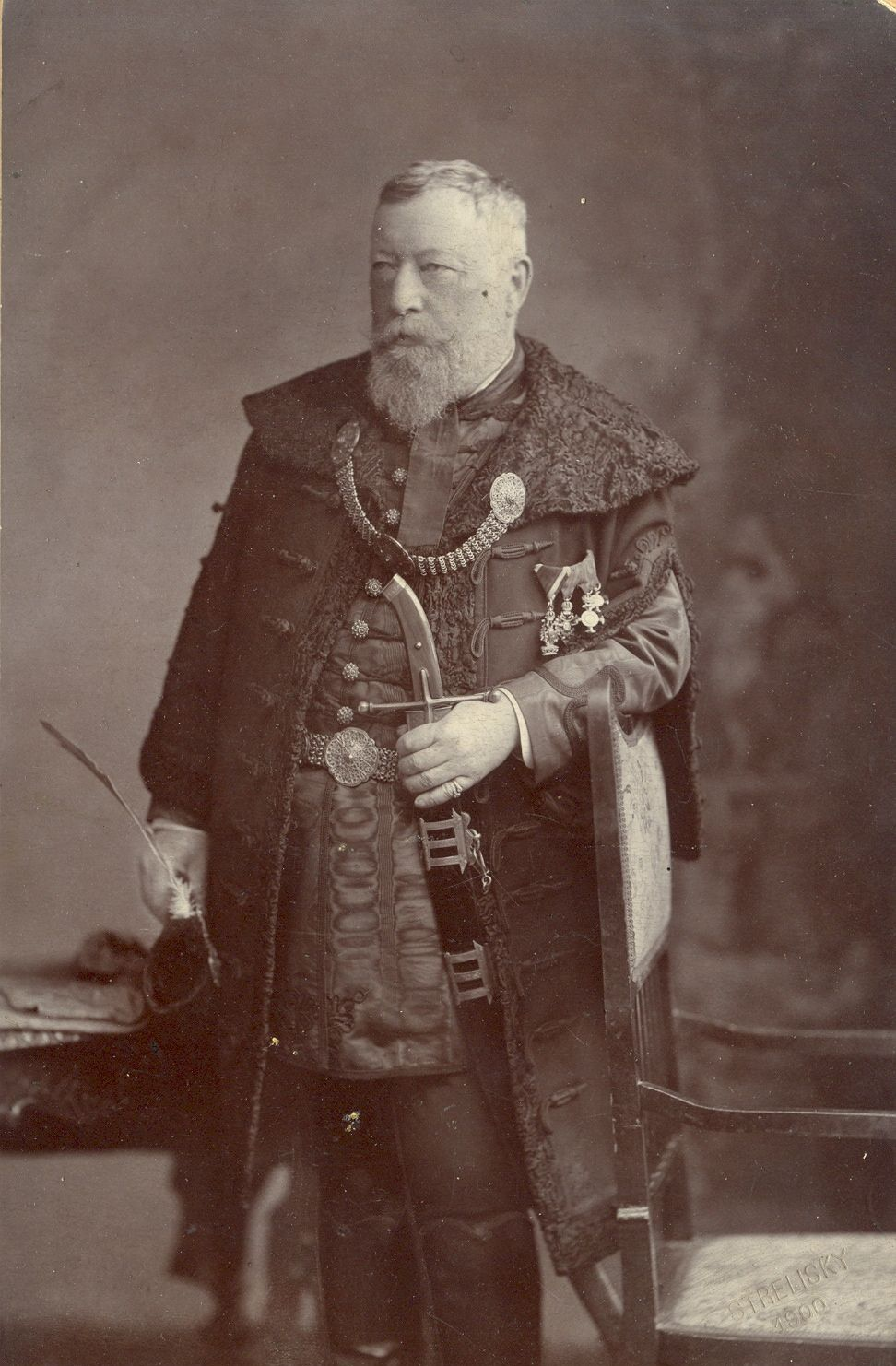
Thék Endre (1842–1919) bútorgyáros.

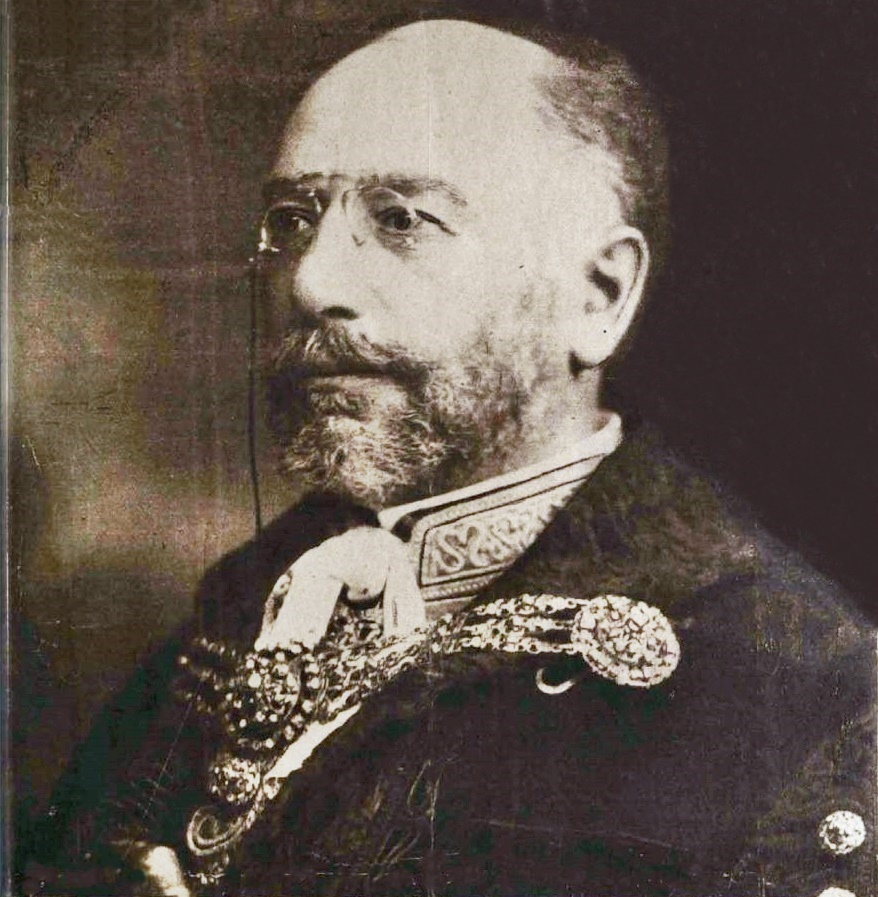
Báró csepeli Weiss Manfréd (1857–1922) nagyiparos, a Weiss Manfréd Acél- és Fémművek alapítója.

Ipari forradalom a neve annak az átfogó társadalmi, gazdasági és technológiai változásnak, amely 1769 és 1850 között először Nagy-Britanniában, majd Európa és Észak-Amerika egyes régióiban zajlott le. Az átalakulás az eleinte szénfűtésű gőzgép feltalálásával és a kezdetben textilüzemekben elindult gépesítéssel kezdődött. Az ipari forradalom technológiai és gazdasági folyamatainak a gőzhajtású hajók, csónakok, és a gőzvasút bevezetése adott újabb lendületet. A folyamatok a 19. században újabb forradalmi változásokhoz vezettek és továbbgyűrűztek az egész világra (második ipari forradalom).

## Okai
Az ipari forradalom okai összetettek és rengeteg vita tárgyát képezik. Történészek az ipari forradalmat a feudalizmus végét jelentő társadalmi és intézményi változások következményeként értékeli, ami Nagy-Britanniában a polgári forradalom után következett be.
A 17. század gyarmati terjeszkedései során a nemzetközi kereskedelem bővülésével kialakultak a pénzpiacok, beindult a tőkefelhalmozás, és ekkor zajlott a tudományos forradalom, amelyek együttesen fejtették ki hatásukat.
A bővülő belföldi piac az ipari forradalom katalizátoraként működött, ami részben magyarázza, hogy miért Angliában következett be. Ez idő alatt más népek piacai helyi régiókra bomlottak, gyakran vámokkal és díjakkal terhelve az ottani árukereskedelmet. Az amerikai piac pedig a második ipari forradalom során alakult újjá, mintegy 100 évvel később.
Angliában az alábbi feltételek voltak adottak az ipari forradalomhoz:
- az eredeti tőkefelhalmozás a 16–17. században lezajlott, kialakult a szabad munkaerő és felhalmozódott a tőke,
- a hatalmas gyarmati hódítások, a Brit Birodalom biztosította a nagy mennyiségű, olcsó nyersanyagot és jó piaci lehetőségeket nyújtott,
- a szárazföldi haderőre nem kellett sokat költeni, ami hatalmas pénzbeli megtakarításokat jelentett a kormányzat számára a többi európai államhoz képest,
- az 1624-es szabadalmi törvény érdekeltté tette a feltalálókat a találmányaik szabadalmaztatására,
- fejlett hitelszervezet alakult ki: bankok, takarékpénztárak jöttek létre (pl. Angol Bank 1694-től),
- fejlett kereskedelmi hálózat épült ki,
- a manufaktúraiparban kialakult a munkamegosztás, a részfolyamatokat könnyen lehetett gépesíteni,
- gazdag vas-és szénlelőhelyekkel rendelkezett,
- lehetővé vált az olcsó part menti hajózás,
- a polgári forradalom korai győzelme (1640) elhárított minden akadályt a polgári (=tőkés) fejlődés elől,
- a mezőgazdaság tőkés fejlődése már a forradalom előtt megkezdődött, így csökkenő mezőgazdasági népesség is el tudott látni növekvő városi népességet; a mezőgazdasági termelés gyorsabban nőtt, mint a lakosság,
- kialakult a tőkés gondolkodásmód, amely mindent a haszon, a profitszerzés szempontjából ítélt meg (=tudati feltétel).

## Létrejötte
Az ipari forradalmat megelőző gazdaságot ma már tradicionális érának nevezik. A primer szektor, azaz a mezőgazdaság dominanciája jellemző rá, mivel az élelemtermelés hatásfoka olyan alacsony, hogy a népesség nagy részének kell ezzel foglalkozni. A gazdasági növekedés a tradicionális érában nem éri el az évi 1%-ot. Az agrárforradalom a vetésforgó, mélyszántás, műtrágyázás és egyéb technológiai újítások révén ugrásszerű termésnövekedést ért el. Átalakult a mezőgazdasági termékszerkezet is, a gabonafélék helyett először a zöldségfélék, majd a burgonya kezdett erősen terjedni. Az állattartásban fajváltások következtek be. Amíg korábban Angliában a nyúl- és birkahúsfogyasztás volt túlsúlyban, addig a nagyüzemben nevelhető csirkefajták megjelenése után a csirke átvette a vezető helyet. Megjelentek a húsmarhák és tejelő marhák, valamint a hússertések. A halászatot felváltotta a halgazdaság.
Az ipari forradalom az előfeltételek kialakulásával kezdődik, amikor a hosszú 16. században (1492–1640, de csak Angliában) elkezd erősödni a szekunder szektor, vagyis az ipar. Az ipar növekedése a nagyüzemi mezőgazdaság terjedésével összefüggő folyamat, ahol a komponensek egymást erősítik: a nagyüzemi mezőgazdaságnak szüksége van iparcikkekre és kevesebb munkaerőt igényel, az ipar felszívja a felszabaduló munkaerőt és ezzel lehetővé válik a többlettermelés. A klasszikus ipari forradalom – vagy nekilendülés – időszakában az ipar már megelőzte a mezőgazdaságot termékben és foglalkoztatottságban is.
Ezt követte a második ipari forradalom időszaka, amelyet a technológiai érettség korának is neveznek. Ekkor már a harmadik szektor, a szolgáltatóipar is előretört. Az ipari forradalom a modernizáció fogalmával írható le legegyszerűbben. A modernizáció idézte elő az agrárforradalmat, ami infrastrukturális forradalomhoz vezetett, ez demográfiai növekedéssel járt, ami megváltoztatta a társadalom struktúráját. Megindult az urbanizáció, a tudományok és művészetek modernizációja mellett, ami viszont tovább erősítette az ipart. Minden részfolyamat egymással kölcsönhatásban álló eleme a változásnak.
Az ipari forradalmat általában négy elkülöníthető szakaszra osztják:
- a klasszikus első ipari forradalom (a találmányok kora), 1750-től a 19. század közepéig elsőként Angliában, majd az Amerikai Egyesült Államokban, Németországban és a Németalföldön
- második ipari forradalom (a tömeggyártás kora), 1870–1914 között. Németország, Egyesült Királyság, Amerika, Franciaország és az Osztrák–Magyar Monarchia
- harmadik ipari forradalom

első szakasza 1918–1939, a két világháború között, amit a megkésett és megszakított fejlődés korának lehet nevezni
második szakasza 1945-től a hidegháborús haditechnikai fejlődés az Amerikai Egyesült Államokban és a Szovjetunióban, ez a tudományos és technikai forradalom
harmadik szakasza az 1970-es évektől az elektronika forradalma, az automatizálás és a számítógépek megszületése, az első robotok kifejlesztése
- negyedik ipari forradalom (a digitális forradalom) az ipari digitalizáció és az "intelligens" gyárak kora, következményeként a globalizáció és a multinacionális vállalatok térnyerése[1]

## Hatásai

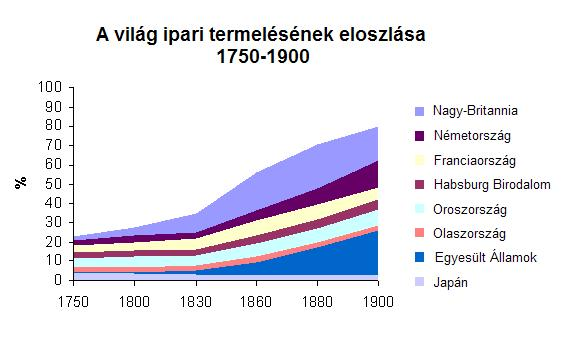

A gőzgépnek a nyomtatás ipari folyamataiban való hasznosítása az újságok és könyvek terjesztését nagyban segítette, ami a műveltség növekedését és a tömegek politikai részvételét erősítette. Az Egyesült Államokban ekkor vezették be az általános választójogot. Angliában a Reform Act elnevezésű törvény 1832-ben a választókerületek bővítésével lehetővé tette, hogy olyan körzetek is részt vehessenek a törvényhozásban, amelyek addig nem, lényegében ez vezetett a modern politikai pártok kialakulásához és a 20. századi választójogi reformsorozatokhoz.
A bekerítések és a brit mezőgazdasági forradalom hatékonyabbá és kevésbé munkaerőigényessé tették az élelemtermelést, és a népességnek az a része, amely már nem tudott munkát találni a mezőgazdaságban, a városokba kényszerült, hogy az újonnan épült gyárakban keressen munkát. A tömeges városba költözés alacsony életszínvonallal járt: hosszú munkanapok a hagyományos mezőgazdasági szünetek nélkül (nyári aszály vagy télvíz idején).
Az ipari forradalomnak jelentős hatásai voltak a társadalmi struktúrára. Elindulása előtt a nyilvános és a magánszféra között erős átfedések voltak, a munka gyakran egybefolyt a háztartással a családtagok között elosztva. Most viszont ezek a szférák elkezdtek kettéválni munkai életre és attól élesen elkülönülve otthoni életre. Ez a folyamat nagy mértékben befolyásolta a nemi szerepek további alakulását és hozzájárult a későbbiekben hagyományos családmodellnek elnevezett társadalmi intézmény megszűnéséhez. A hagyományos családban a férfi(ak) a családfenntartó(k), a nők feladata a háztartás vezetése és a gyermekek nevelése. Az ipari munkásságnál az alacsony munkabérek többnyire nem voltak elegendőek ahhoz, hogy a férfi egyedül tartsa el a családot, így szükségessé vált a nők munkába állása, ami merőben szokatlan volt. Hamarosan a gyermekmunka is megjelent. A nők és gyermekek alacsonyabb bérért dolgoztak. Ezzel együtt a polgárság megjelenésével egyfajta kiegyenlítődés is történik, a burzsoázia lenyúlik a középosztályba és fordítva. Új, iparhoz, bankhoz és kereskedelemhez kötődő vagyonok jöttek létre.
Az ipari forradalom azonban nem mindenhol járt olyan következményekkel, mint Angliában. Azok a térségek, ahol csak a második ipari forradalom hatásai érezhetők, a kevés tőkefelhalmozás miatt ekkor élték meg első, megkésett és alulindukált ipari forradalmukat. Ezek közé tartozott az Osztrák–Magyar Monarchia is:
A Magyar Királyság legjelentősebb első ipari üzemei:
- 1826-ban a királyság első porcelángyárát, a Herendi Porcelánmanufaktúra Zrt. név alatt, Fischer Mór (1799–1880) alapította meg.
- 1830-ban Magyarország első cukorgyárát Lacsny Miklós (1776–1857) a Pozsony vármegyei birtokán hozta létre.
- 1834-ben Pesten Magyarország első pezsgőgyárát, a "Prückler Ignácz Magyarország első rum-, likőr- és pezsgőgyára" név alatt Prückler Ignác (1809–1876) alapította meg.
- 1835-ben gróf Széchenyi István kezdeményezésére az ország első hajógyára, az Óbudai Hajógyár jött létre
- 1841-ben az első gépgyár, a "Röck István Gépgyára" Kelenföldön, miután Röck István (1812–1882) atyja üzemét fejlesztette
- 1843-ban az első hintó- és kocsigyár, a pesti „Kölber Testvérek” kocsigyára, amelynek a fejlesztője Kölber Fülöp (1816–1902) vezérigazgató volt.
- 1844-ben Budán az első Ganz féle vasöntödét, Ganz Ábrahám (1814–1867) hozta létre.
- 1851-ben  ’Sigmond Elek állította Erdélyben a királyság első nagyobbszerű szeszgyárát, amelyben a lepároltatásnál a gőz szerepelt.
- 1853-ban Kolozsvár elővárosában ’Sigmond Elek megnyitotta az első gőzmalmot Erdélyben.
- 1856-ban Pesten, alapították az ország első Légszeszgyárat (gáz), amely a királyság tulajdona volt.
- 1859-ben Pesten az osztrák-magyar monarchia első tésztagyárát, a "Topits József fia Első magyar gőztésztagyárat", Topits József (1824–1876), hozta létre.
- 1861-ben az ország első kékfestőgyárát a székesfehérvári „Felmayer István és fiai“ név alatt, idősebb Felmayer István (1813–1888) hozta létre
- 1868-ban Pesten, az "Első Magyar Kártyagyárat" Tury Ferenc papírkereskedő alapította meg.
- 1873-ban Budán az első magyar hangszergyárat, a "Stowasser hangszergyárat", Stowasser János (1846–1923) alapította meg.
- 1882-ben Pesten, az "Első Magyar konzerv- és ércáru gyárat" Weiss Manfréd hozta létre.
- 1885-ben Pesten Magyarország első bútorgyárát, "Thék Endre bútogyárát" Thék Endre (1842–1919) alapította meg.